# توين موشن
توين موشن (بالإنجليزية: Twinmotion)‏ هو برنامج معماري مملوك لشركة إيبك غيمز الأمريكية.

## المواصفات الفنية

### الاستيراد
- نماذج ثلاثية الأبعاد : FBX ، DWG ، DAE ، SKP ، C4D ، LI3
- الصور: DDS ، PNG ، PSD ، JPG ، TGA
- أشرطة فيديو : MP4 ، AVI ، OGV ، WMV ، FLV ، MOV ، DIVX ، MPG ، MPEG

### التصدير
- مقاطع الفيديو: تنسيق MP4 و WMV
- الصور: تنسيق PNG